# Microhierax
Microhierax és un gènere d'ocells rapinyaires de la família dels falcònids (Falconidae). Coneguts genéricamente com a falconets, aquest gènere inclou les espècies més petites entre els rapinyaires diurns. Habiten principalment al sud-est asiàtic, arribant algunes espècies fins a la Xina o Pakistan.

## Taxonomia
Segons la classificació del Congrés Ornitològic Internacional (versió 12.2, 2022) aquest gènere està format per cinc espècies.
- falconet blanc-i-negre (Microhierax melanoleucos).
- falconet d'Indonèsia (Microhierax fringillarius).
- falconet de collar (Microhierax caerulescens).
- falconet de front blanc (Microhierax latifrons).
- falconet de les Filipines (Microhierax erythrogenys).